# Nessuno mi può giudicare (film 2011)
Nessuno mi può giudicare è un film del 2011 diretto da Massimiliano Bruno, con Paola Cortellesi, Raoul Bova e Rocco Papaleo.
Ha vinto a sorpresa il Nastro d'argento alla migliore commedia battendo i due campioni d'incasso stagionali Benvenuti al Sud e Che bella giornata. Tra gli altri attori vi sono Anna Foglietta, Caterina Guzzanti, Massimiliano Bruno e Giovanni Bruno nella sua prima apparizione cinematografica.

## Trama
Alice, 33 anni, donna piuttosto superficiale, arrogante, antipatica e razzista, vive con il marito imprenditore Pietro e il figlio Filippo in una lussuosa villa a Roma nord che gestisce con tre domestici stranieri. La sua vita pare un sogno, ma in breve diventa l'esatto contrario: Pietro, imprenditore nel ramo dei sanitari, muore improvvisamente in un incidente stradale e il suo avvocato riferisce alla moglie che l’uomo l'ha lasciata piena di debiti. Da qui il mondo crolla addosso ad Alice: deve licenziare i domestici e vendere la casa, dopodiché si stabilisce in un minuscolo appartamento al Quarticciolo, indicatole dal suo ex domestico Aziz. Però il denaro ottenuto in questo modo non basta a far fronte ai debiti e, se Alice entro 6 mesi non pagherà l'esorbitante cifra rimasta, perderà l'affidamento di Filippo.
I lavori che Alice trova non permettono uno stipendio sufficiente a ripagare il debito residuo, per cui decide di contattare Eva, una sfacciatissima e spregiudicata escort incontrata poco tempo prima all'anniversario di lei e Pietro. Lo scopo di Alice è quello di guadagnare molto denaro in poco tempo. Quindi, intraprende la carriera di escort, guidata da Eva: dopo un certo imbarazzo iniziale, il metodo comincia a funzionare e Alice, sotto lo pseudonimo di Morena, comincia a trarre soddisfazione dall'idea di poter ripagare velocemente il debito e non perdere Filippo. Nel frattempo, il suo rapporto con il nuovo vicinato migliora, sulla scia del figlio che li trova simpatici e piacevoli.
Nel quartiere la donna conosce Giulio, amico di Aziz e gestore di un internet point, innamorandosene. Tuttavia, pensa che la sua professione di escort diventi un serio ostacolo alla loro storia d'amore, per cui sceglie di nascondergli la verità e raccontargli di fare la commessa in un negozio. La scusa pare funzionare, fin quando Giulio non scopre Alice ed Eva ad una festa di addio al celibato di un suo amico: sentendosi tradito, decide di lasciarla.
A risolvere la situazione pensa Eva che, trascorrendo molto tempo con Alice, ha stretto con lei un'amicizia sincera e profonda, tanto da rivelarle il suo vero nome, Fabiana: si reca da Giulio, ormai prossimo a chiudere il negozio e a licenziare i suoi dipendenti a causa dei debiti contratti col locatore dell'immobile, offrendogli un assegno. Giulio inizialmente rifiuta con rabbia i soldi, ma Eva lo persuade ad accettare, facendogli capire che, se Alice ha fatto ciò che ha fatto, lo ha fatto per salvare la persona cui vuole più bene, proprio come ha cercato di fare lui coi suoi dipendenti e la sua attività. A questo punto Alice, saldati tutti i debiti, può lasciare la carriera di escort e continuare in serenità la sua storia d'amore con Giulio (che ha compreso le ragioni della donna e ha scelto di ricucire la loro relazione), mantenendosi grazie ad un nuovo lavoro come cameriera in un ristorante giapponese.

## Distribuzione
Il film, che segna l'esordio da regista di Massimiliano Bruno, ha incassato complessivamente 7 942 000 euro.

## Riconoscimenti
- 2011 - David di Donatello
  - Migliore attrice protagonista a Paola Cortellesi
  - Candidatura Miglior regista esordiente a Massimiliano Bruno
  - Candidatura Miglior attore non protagonista a Rocco Papaleo
  - Candidatura Migliore attrice non protagonista ad Anna Foglietta
  - Candidatura Migliore canzone originale (Capocotta Dreamin) a Maurizio Filardo, Massimiliano Bruno e Marco Conidi
- 2011 - Nastro d'argento
  - Migliore commedia a Massimiliano Bruno
  - Premio Antica Fratta ad Anna Foglietta
  - Candidatura Miglior regista esordiente a Massimiliano Bruno
  - Candidatura Migliore attore protagonista a Raoul Bova
  - Candidatura Migliore attrice protagonista a Paola Cortellesi
  - Candidatura Migliore attrice non protagonista ad Anna Foglietta
  - Candidatura Migliore sceneggiatura a Massimiliano Bruno, Edoardo Falcone e Fausto Brizzi
- 2011 - Globo d'oro
  - Miglior commedia a Massimiliano Bruno
  - Miglior attore a Raoul Bova
  - Candidatura Miglior attrice a Paola Cortellesi
- 2013 - Ciak d'oro
  - Candidatura Miglior regista di un film commedia a Massimiliano Bruno
  - Candidatura Miglior attrice in un film commedia ad Anna Foglietta
- 2011 - Ischia Film Festival
  - Miglior attrice rivelazione a Anna Foglietta
- 2011 - Montreal World Film Festival
  - Candidatura Golden Zenith a Massimiliano Bruno
- 2012 - Bastia Italian Film Festival
  - Candidatura Gran Premio della Giuria a Massimiliano Bruno

## Curiosità
- Nel film è presente una versione del brano Nessuno mi può giudicare cantata da Paola Cortellesi e realizzata da A&P Amati[3].
- Il regista Massimiliano Bruno interpreta una piccola parte all'inizio del film, recitando nel ruolo di Graziani, collaboratore di Pietro, che insieme alla moglie fa le condoglianze ad Alice.
- Il cantante Fausto Leali compare in un breve cameo nella parte di se stesso, quando Sofia cerca di farsi perdonare da Biagio per un suo tradimento. Inoltre appaiono anche Edoardo Leo, che interpreta un ragazzo al bar e Stefano Fresi, nei panni di un clown durante un colloquio di lavoro ad Alice.
- Raul Bova appare nella scena dell'internet point con una t-shirt con la scritta Roma-Parma 3-0, chiaro riferimento alla partita del 17 giugno 2001 in cui la Roma si laureò Campione d'Italia. In realtà però quella partita terminò 3-1 grazie alle reti di Totti, Montella e Batistuta per i giallorossi e al gol di Di Vaio per i ducali.
- Una scena del film in cui il personaggio interpretato da Rocco Papaleo inveisce contro il cliente dell'internet point dicendo "[...] Bianchi e neri siamo tutti uguali?! Ma che siamo in un film di Nanni Moretti?! [...] Te lo meriti Nanni Moretti! [...] " è una chiara citazione al film del 1978 Ecce bombo diretto dallo stesso Moretti, in cui in una scena similare il protagonista tirava però in causa i film con Alberto Sordi [4].